# Le Vaudoué
Vaudoué est une commune française située dans le département de Seine-et-Marne, en région Île-de-France.
En 2022, elle compte 731 habitants.

## Géographie

### Localisation

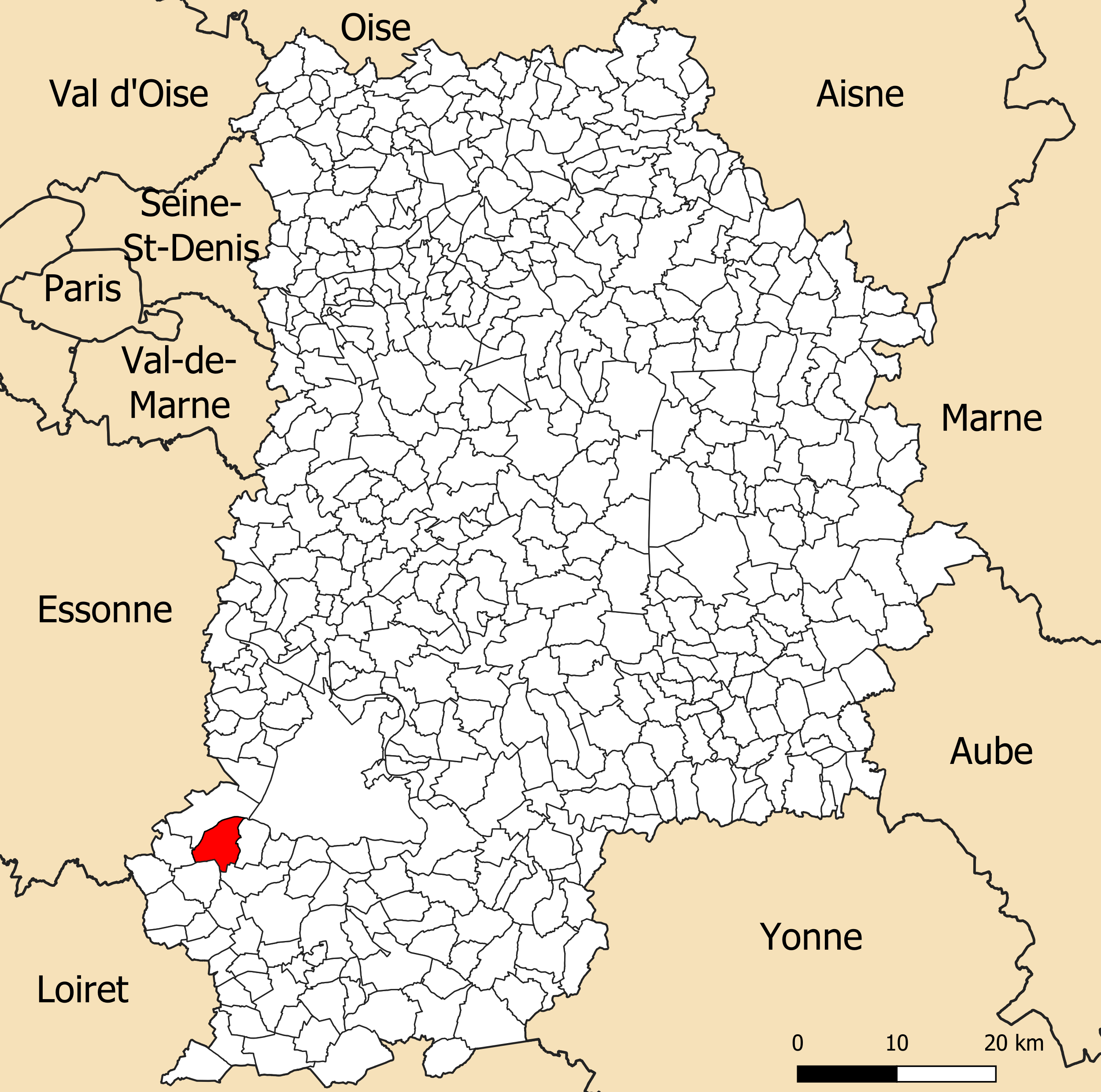
Localisation du Vaudoué dans le département de Seine-et-Marne.

La commune du Vaudoué se trouve dans le département de Seine-et-Marne, en région Île-de-France. Bordée au nord et à l'est par la forêt de Fontainebleau, Le Vaudoué fait partie du Parc Régional du Gâtinais.
Elle se situe à 30,04 km par la route de Melun, préfecture du département et à 20,10 km de Fontainebleau, sous-préfecture. La commune fait en outre partie du bassin de vie de Milly-la-Forêt.

### Communes limitrophes

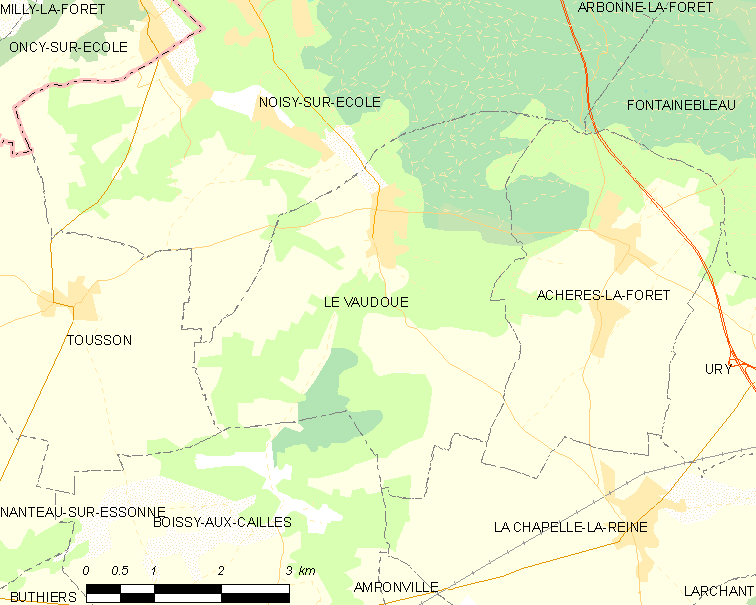
Carte des communes limitrophes du Vaudoué.

Les communes les plus proches sont : 
Noisy-sur-École (1,4 km), Achères-la-Forêt (3,6 km), Boissy-aux-Cailles (4,3 km), Oncy-sur-École (4,4 km), Tousson (4,6 km), La Chapelle-la-Reine (5,8 km), Ury (6,4 km), Milly-la-Forêt (6,5 km).
|                    | Noisy-sur-École      |                  |
| Tousson            | Vaudoué              | Achères-la-Forêt |
| Boissy-aux-Cailles | La Chapelle-la-Reine |                  |

### Géologie et relief
Le territoire de la commune se situe dans le sud du Bassin parisien, plus précisément au nord de la région naturelle du Gâtinais. L'altitude varie de 67 mètres, au nord de la commune au lieu-dit La Fontenelle ; à 123 mètres pour le point le plus haut, au sud-est au lieu-dit l'Arquebuse ; le centre du bourg se situant à environ 71 mètres d'altitude (mairie)
.
Géologiquement intégré au bassin parisien, qui est une région géologique sédimentaire, l'ensemble des terrains affleurants de la commune sont issus de l'ère géologique Cénozoïque (des  périodes géologiques s'étageant du Paléogène au Quaternaire),.

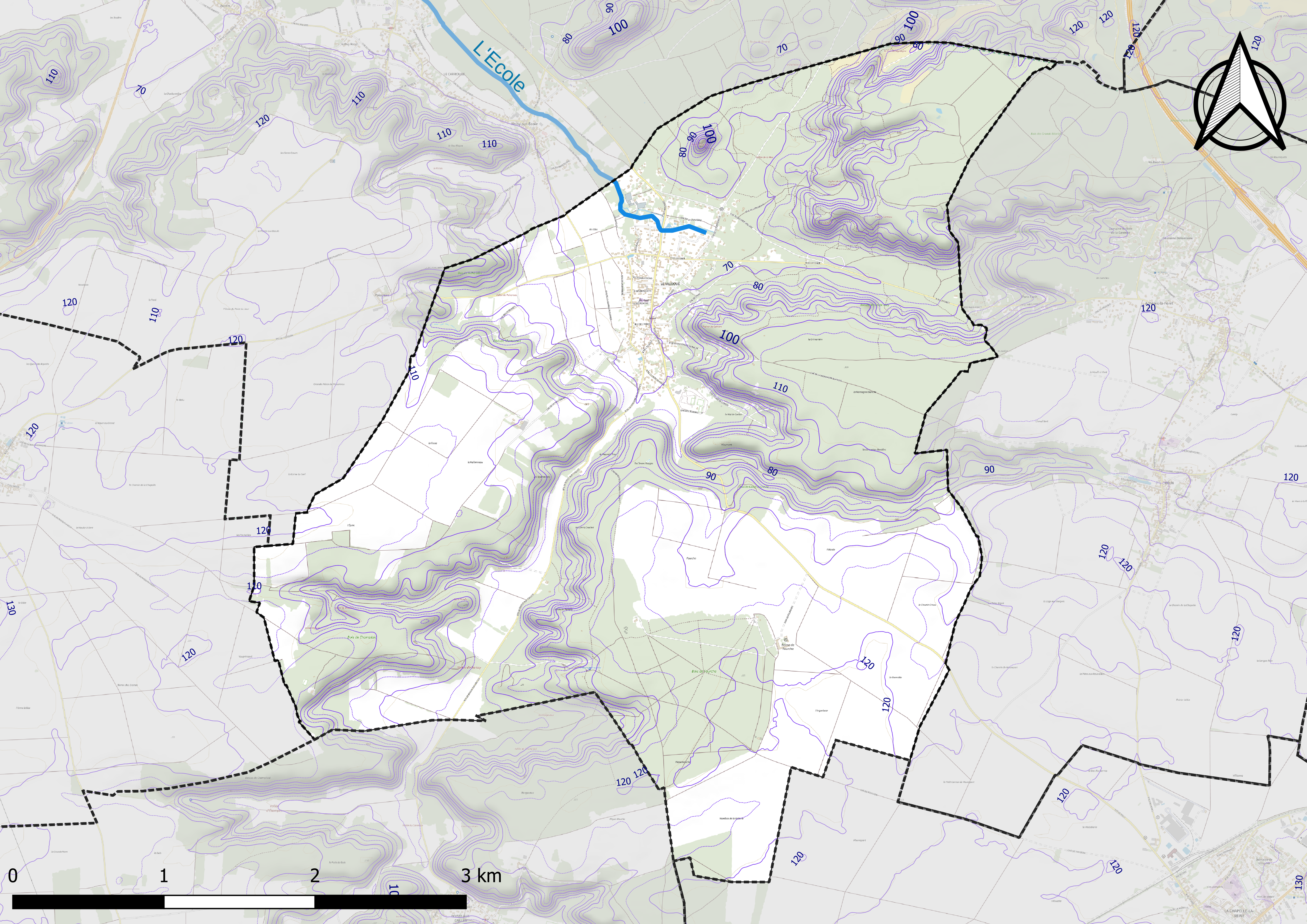
Carte du relief du Vaudoué.
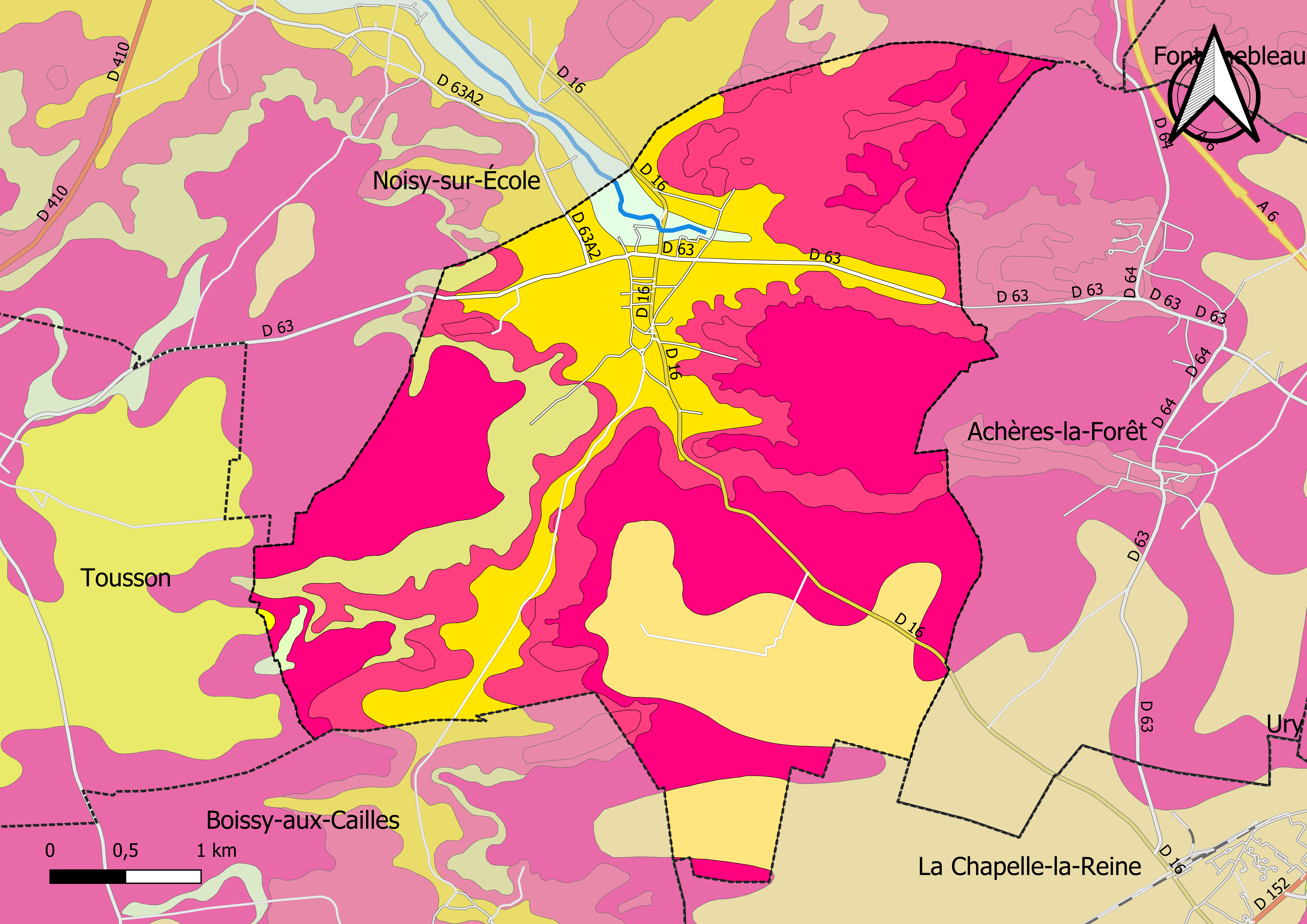
Carte géologique vectorisée et harmonisée du Vaudoué.

|  | CE : | Colluvions polygéniques éboulis.                                  |
|  | CF : | Colluvions de versant et de fond de vallon.                       |
|  | LP : | Limon des plateaux de composition argilo-marneuse.                |
|  | Fz : | Alluvions récentes : limons, argiles, sables, tourbes localement. |

|  | g1ME : | Faciès marneux du Calcaire d'Étampes.                                                                |
|  | g1CE : | Calcaire d'Étampes, meulières, marnes, calcaires du Gâtinais.                                        |
|  | g1GF : | Grès de Fontainebleau en place ou remaniés (grésification quaternaire de sables stampiens dunaires). |
|  | g1SF : | Sables de Fontainebleau, accessoirement grès en place ou peu remanié (versant).                      |

La commune est classée en zone de sismicité 1, correspondant à une sismicité très faible.

### Hydrographie
Il n'existe qu'un seul cours d'eau référencé sur le territoire de la commune : l’École, qui y prend sa source, longue de 26,73 km et affluent en rive gauche de la Seine.
Sa longueur totale sur la commune est de 0,86 km.

### Climat
Pour des articles plus généraux, voir Climat de l'Île-de-France et Climat de Seine-et-Marne.
En 2010, le climat de la commune est de type climat océanique dégradé des plaines du Centre et du Nord, selon une étude du CNRS s'appuyant sur une série de données couvrant la période 1971-2000. En 2020, Météo-France publie une typologie des climats de la France métropolitaine dans laquelle la commune est exposée à un climat océanique altéré et est dans la région climatique Sud-ouest du bassin Parisien, caractérisée par une faible pluviométrie, notamment au printemps (120 à 150 mm) et un hiver froid (3,5 °C).
Pour la période 1971-2000, la température annuelle moyenne est de 11,1 °C, avec une amplitude thermique annuelle de 15,6 °C. Le cumul annuel moyen de précipitations est de 672 mm, avec 10,8 jours de précipitations en janvier et 7,3 jours en juillet. Pour la période 1991-2020, la température moyenne annuelle observée sur la station météorologique la plus proche, située sur la commune de Boigneville à 11 km à vol d'oiseau, est de 11,5 °C et le cumul annuel moyen de précipitations est de 615,6 mm,. Pour l'avenir, les paramètres climatiques de la commune estimés pour 2050 selon différents scénarios d'émission de gaz à effet de serre sont consultables sur un site dédié publié par Météo-France en novembre 2022.

### Milieux naturels et biodiversité

#### Espaces protégés
La protection réglementaire est le mode d’intervention le plus fort pour préserver des espaces naturels remarquables et leur biodiversité associée,.
Dans ce cadre, la commune fait partie d'un espace protégé, le Parc naturel régional du Gâtinais français, créé en 1999 et d'une superficie de 75 567 ha. D’une grande richesse en termes d’habitats naturels, de flore et de faune, il est un maillon essentiel de l’Arc sud-francilien des continuités écologiques (notamment pour les espaces naturels ouverts et la circulation de la grande faune),.
La réserve de biosphère « Fontainebleau et Gâtinais », créée en 1998 et d'une superficie totale de 150 544 ha, est un autre espae protégé présent sur la commune. Cette réserve de biosphère, d'une grande biodiversité, comprend trois grands ensembles : une grande moitié ouest à dominante agricole, l’emblématique forêt de Fontainebleau au centre, et le Val de Seine à l’est. La structure de coordination est l'Association de la Réserve de biosphère de Fontainebleau et du Gâtinais, qui comprend un conseil scientifique et un Conseil Éducation, unique parmi les Réserves de biosphère françaises,,,.

#### Réseau Natura 2000

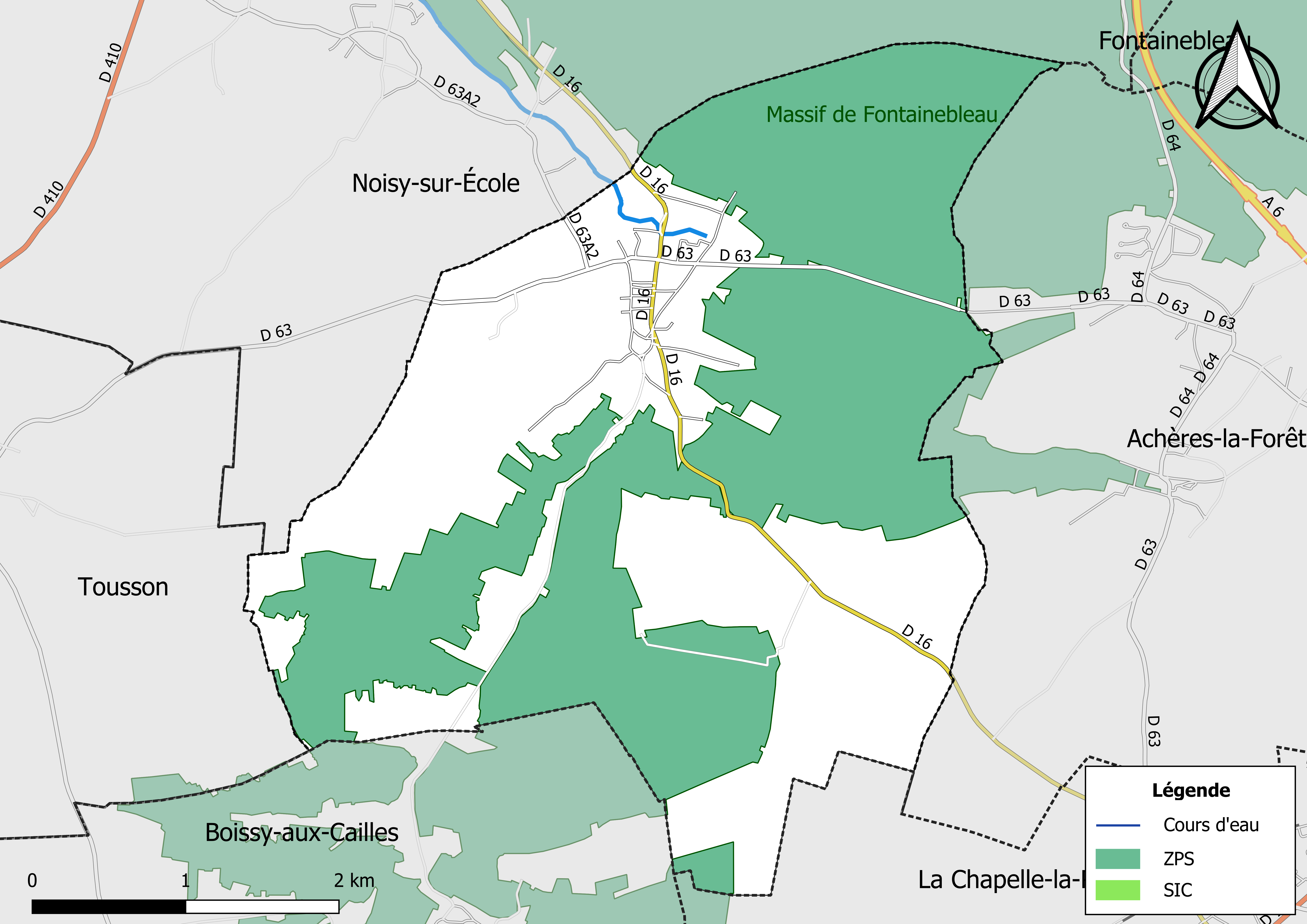
Sites Natura 2000 sur le territoire communal.

Le réseau Natura 2000 est un réseau écologique européen de sites naturels d’intérêt écologique élaboré à partir des Directives « Habitats » et « Oiseaux ». Ce réseau est constitué de Zones spéciales de conservation (ZSC) et de Zones de protection spéciale (ZPS). Dans les zones de ce réseau, les États Membres s'engagent à maintenir dans un état de conservation favorable les types d'habitats et d'espèces concernés, par le biais de mesures réglementaires, administratives ou contractuelles.
Un site Natura 2000 a été défini sur la commune, tant au titre de la « directive Habitats » que de la « directive Oiseaux » : le « Massif de Fontainebleau ». Cet espace constitue le plus ancien exemple français de protection de la nature. Les alignements de buttes gréseuses alternent avec les vallées sèches. Les conditions de sols, d'humidité et d'expositions sont très variées. La forêt de Fontainebleau est réputée pour sa remarquable biodiversité animale et végétale. Ainsi, elle abrite la faune d'arthropodes la plus riche d'Europe (3 300 espèces de coléoptères, 1 200 de lépidoptères) ainsi qu'une soixantaine d'espèces végétales protégées.

#### Zones naturelles d'intérêt écologique, faunistique et floristique

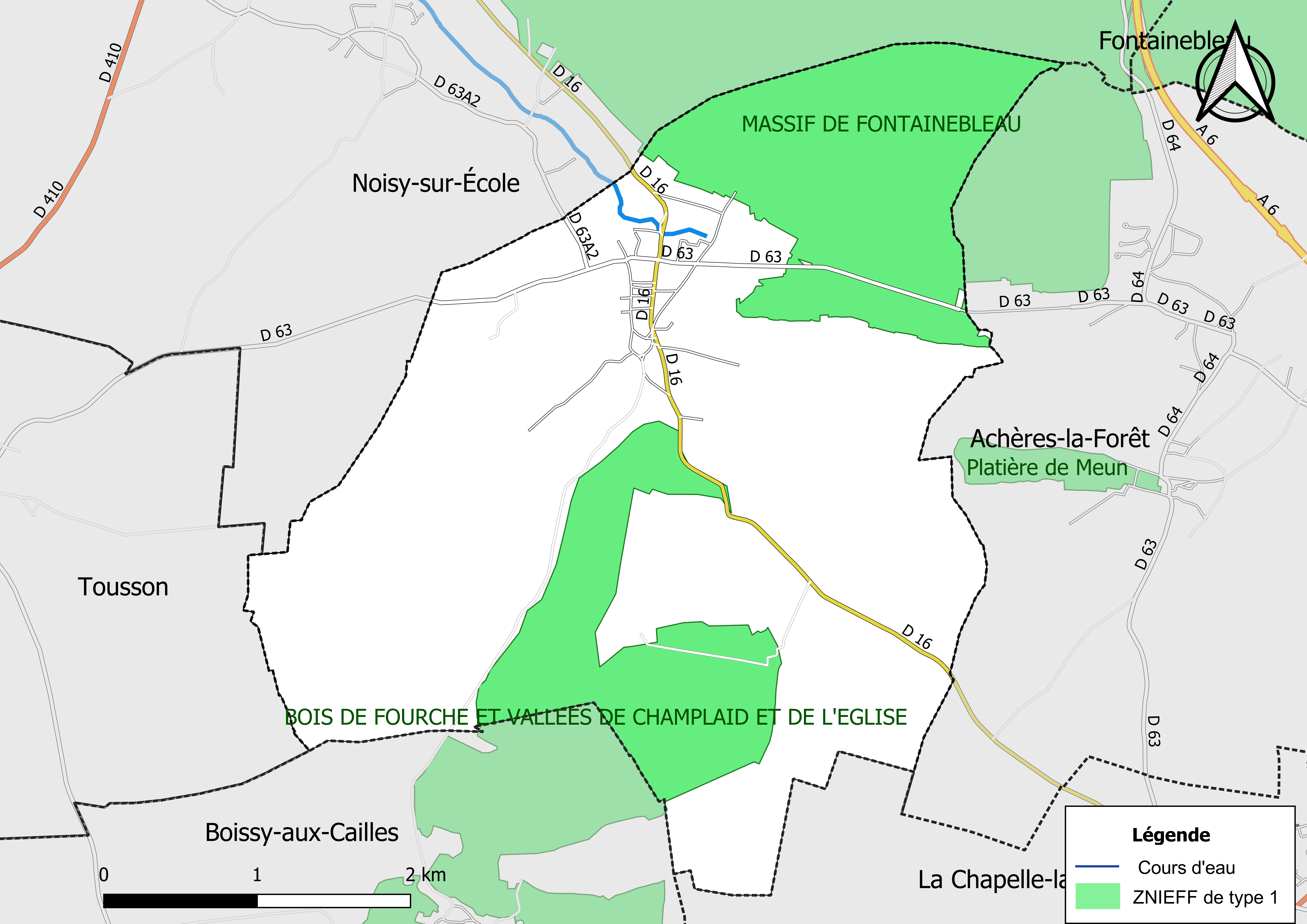
Carte des ZNIEFF de type 1 localisées sur la commune.

L’inventaire des zones naturelles d'intérêt écologique, faunistique et floristique (ZNIEFF) a pour objectif de réaliser une couverture des zones les plus intéressantes sur le plan écologique, essentiellement dans la perspective d’améliorer la connaissance du patrimoine naturel national et de fournir aux différents décideurs un outil d’aide à la prise en compte de l’environnement dans l’aménagement du territoire.
Le territoire communal du Vaudoué comprend deux ZNIEFF de type 1,,, 
les « Bois de Fourche et vallées de Champlaid et de l'Église » (424,78 ha), couvrant 2 communes du département, et le « Massif de Fontainebleau » (20 711,14 ha), couvrant 18 communes dont 17 en Seine-et-Marne et 1 dans l'Essonne.

## Urbanisme

### Typologie
Au 1er janvier 2024, Le Vaudoué est catégorisée commune rurale à habitat dispersé, selon la nouvelle grille communale de densité à sept niveaux définie par l'Insee en 2022.
Elle est située hors unité urbaine. Par ailleurs la commune fait partie de l'aire d'attraction de Paris, dont elle est une commune de la couronne,. Cette aire regroupe 1 929 communes,.

### Occupation des sols
En 2018, l'occupation des sols de la commune, telle qu'elle ressort de la base de données européenne d’occupation biophysique des sols Corine Land Cover (CLC), est marquée par l'importance des forêts (58,76 %), en très légère augmentation par rapport à 1990 (58,61 %). La répartition détaillée est la suivante : forêts (58,76 %), terres arables (36,20 %), zones urbanisées (4,97 %), zones agricoles hétérogènes (0,06 %),.
| Type d’occupation | 1990        | 1990    | 2018        | 2018    | Bilan     |
| --- | ----------- | ------- | ----------- | ------- | --------- |
| Territoires artificialisés (zones urbanisées, zones industrielles ou commerciales et réseaux de communication, mines, décharges et chantiers, espaces verts artificialisés ou non agricoles) | 53,18 ha    | 3,10 %  | 85,36 ha    | 4,97 %  | 32,17 ha  |
| Territoires agricoles (terres arables, cultures permanentes, prairies, zones agricoles hétérogènes)                                                                                          | 656,87 ha   | 38,29 % | 622,17 ha   | 36,26 % | −34,70 ha |
| Forêts et milieux semi-naturels (forêts, milieux à végétation arbustive et/ou herbacée, espaces ouverts sans ou avec peu de végétation)                                                      | 1 005,66 ha | 58,61 % | 1 008,18 ha | 58,76 % | 2,52 ha   |

Parallèlement, L'Institut Paris Région, agence d'urbanisme de la région Île-de-France, a mis en place un inventaire numérique de l'occupation du sol de l'Île-de-France, dénommé le MOS (Mode d'occupation du sol), actualisé régulièrement depuis sa première édition en 1982. Réalisé à partir de photos aériennes, le MOS distingue les espaces naturels, agricoles et forestiers mais aussi les espaces urbains (habitat, infrastructures, équipements, activités économiques, etc.) selon une classification pouvant aller jusqu'à 81 postes, différente de celle de Corine Land Cover,,. L'Institut met également à disposition des outils permettant de visualiser par photo aérienne l'évolution de l'occupation des sols de la commune entre 1949 et 2018.

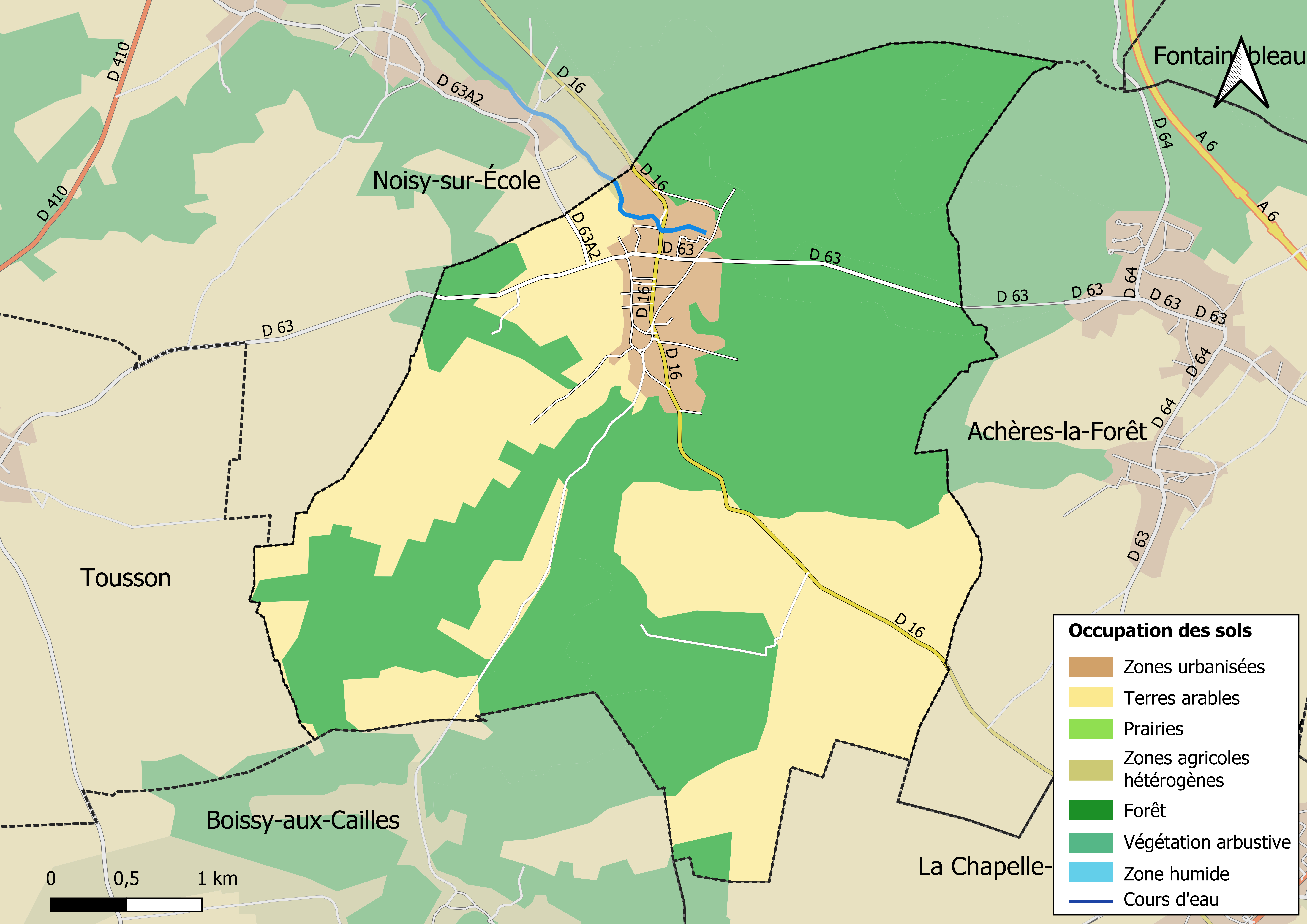
Carte de l'occupation des sols de la commune.
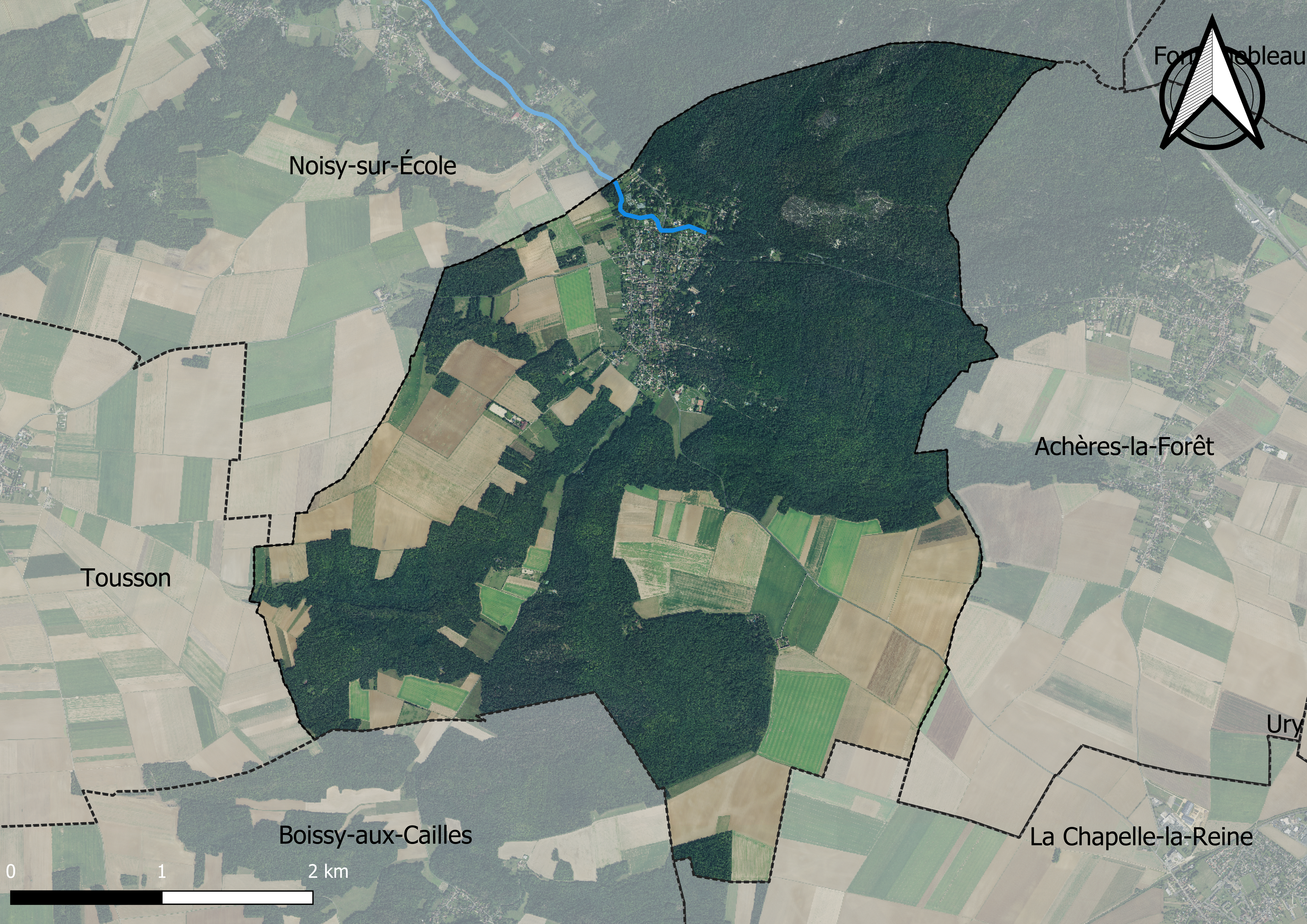
Carte orhophotogrammétrique de la commune.

### Lieux-dits et écarts

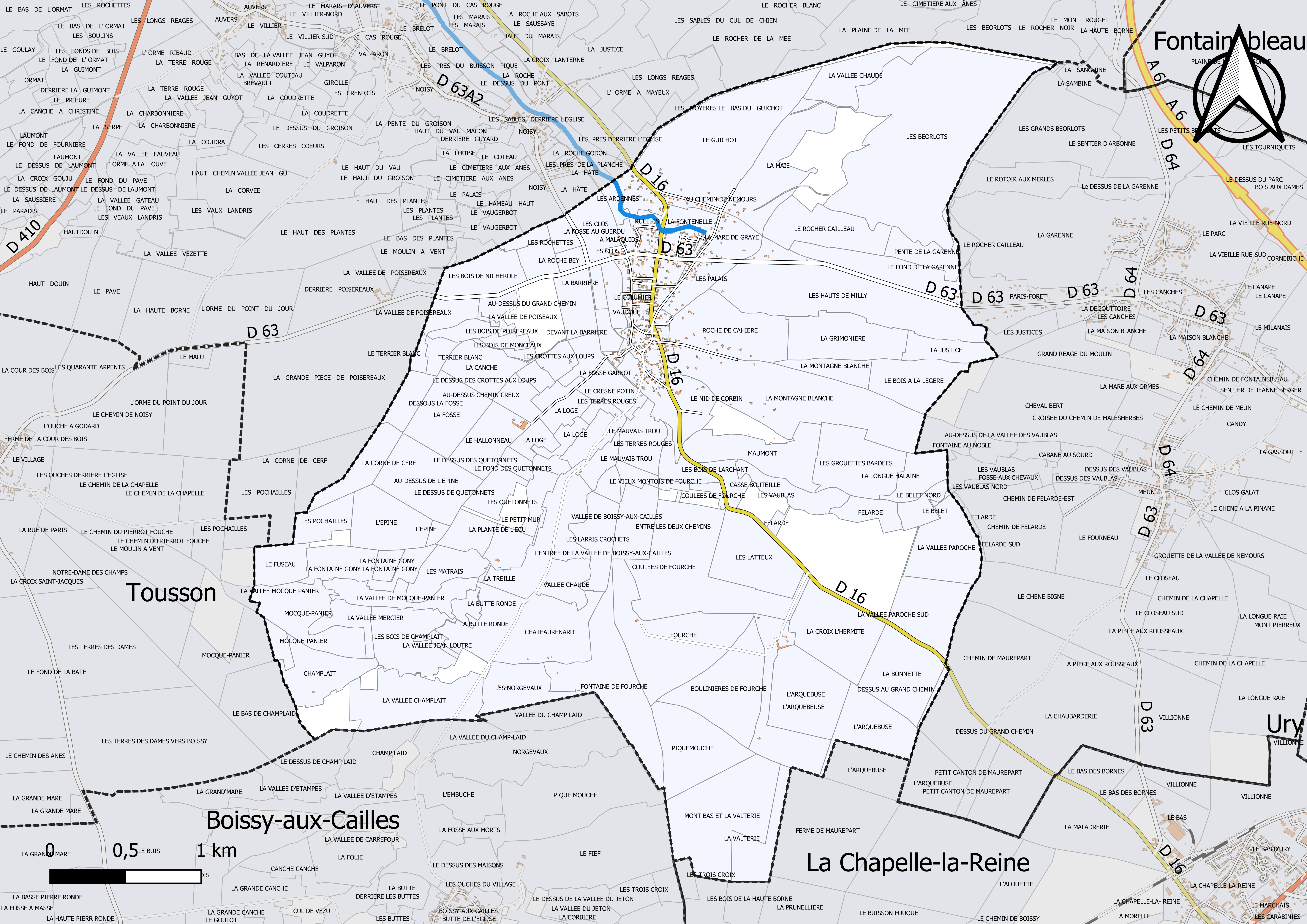
Carte du cadastre de la commune du Vaudoué.

La commune compte 116 lieux-dits administratifs répertoriés consultables ici.

### Logement
En 2016, le nombre total de logements dans la commune était de 447 dont 98,2 % de maisons et 0,7 % d'appartements.
Parmi ces logements, 69,6 % étaient des résidences principales, 26,1 % des résidences secondaires et 4,3 % des logements vacants.
La part des ménages fiscaux propriétaires de leur résidence principale s'élevait à 90,4 % contre 7,6 % de locataires et 2 % logés gratuitement.

### Voies de communication et transports

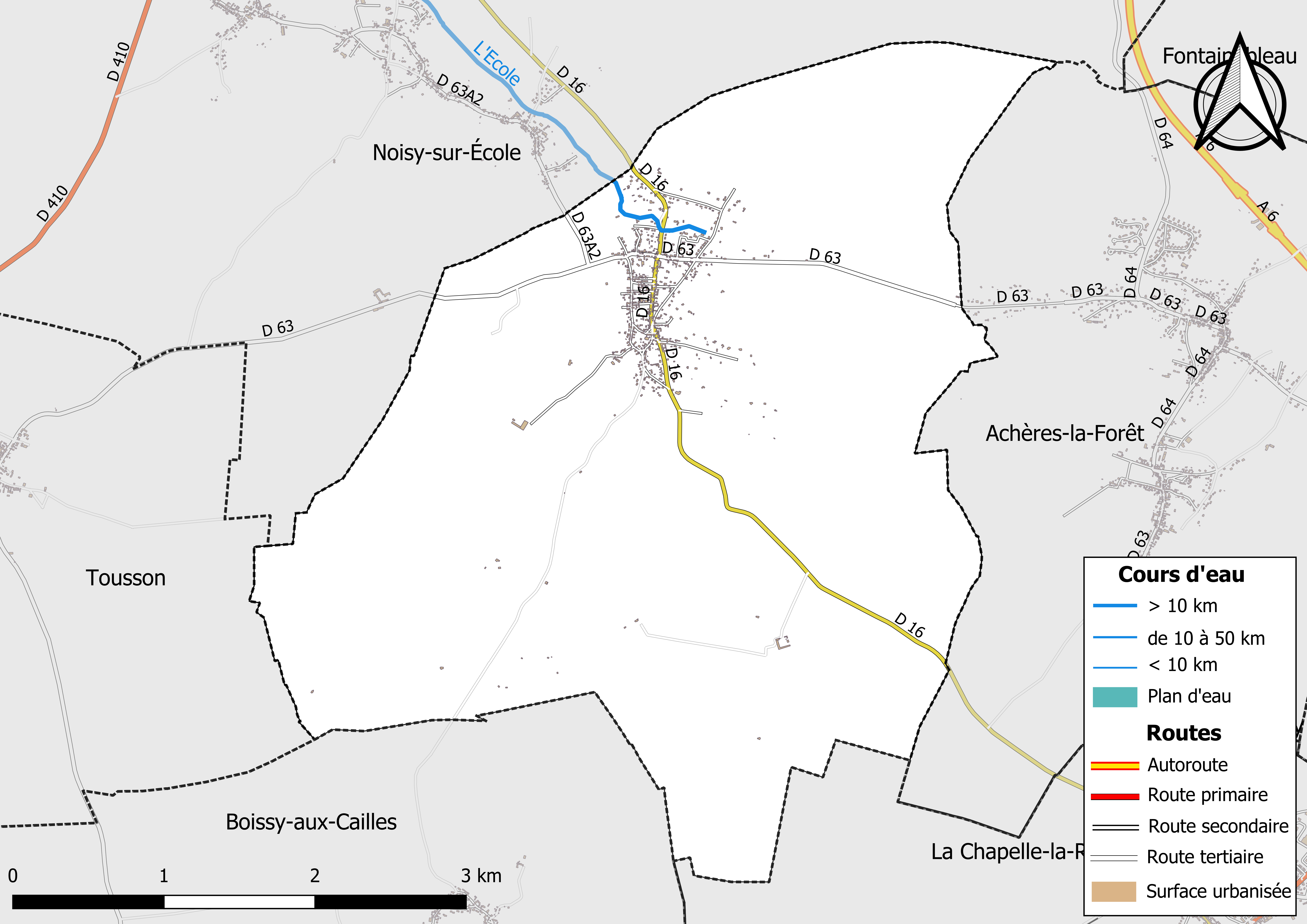
Carte des réseaux hydrographique et routier de la commune du Vaudoué.

#### Voies de communication
Deux routes départementales relient  Le Vaudoué aux communes voisines :
- la D 16, vers le nord en direction de Noisy-sur-École et vers le sud-est en direction de La Chapelle-la-Reine ;
- la D 63, vers l'ouest en direction de Tousson et vers l'est en direction de Nemours.

La commune et le village sont traversés par le sentier de grande randonnée GR 1, qui se prolonge vers Noisy-sur-École au nord et vers Boissy-aux-Cailles au sud.

#### Transports
La commune est desservie par deux lignes d'autocars du réseau de bus Fontainebleau - Moret :
- la ligne no 4001 reliant Noisy-sur-École à Avon (gare de Fontainebleau - Avon) ;
- la ligne no 4003 reliant Noisy-sur-École à La Chapelle-la-Reine.

## Toponymie
La commune est citée en 1220 sous le nom de Val D'Oé : ce mot vient de « Vau » synonyme de « Val » ou « Vallée » et du germain « aug » ou « augo » signifiant « eau ».

## Histoire
La présence de rochers de grès, favorables à la formation de nombreux abris, celles d'un cours d'eau proche, sont des facteurs qui devaient favoriser l'établissement de l'homme sur son territoire[réf. nécessaire].

## Politique et administration

### Rattachements administratifs et électoraux
La commune se trouve dans l'arrondissement de Fontainebleau du département de Seine-et-Marne. Pour l'élection des députés, elle fait partie depuis 1986 de la deuxième circonscription de Seine-et-Marne.
Elle faisait partie du canton de La Chapelle-la-Reine. Dans le cadre du redécoupage cantonal de 2014 en France, la commune est désormais intégrée au canton de Fontainebleau.

### Intercommunalité
La commune était membre de la communauté de communes des Terres du Gâtinais, créée fin 2011.
Conformément aux dispositions de la loi portant nouvelle organisation territoriale de la République du 7 août 2015 (Loi NOTRe), la population de l'intercommunalité ne lui permet pas de demeurer indépendante. La commission départementale de coopération intercommunale (CDCI) du 8 mars 2016 propose que le schéma départemental de coopération intercommunale 2016 prévoit le rattachement de neuf de ses communes à la communauté de communes Pays de Nemours, les 7 autres, dont Le Vaudoué étant intégré à la nouvelle communauté d'agglomération du Pays de Fontainebleau,.
La commune est donc membre de la communauté d'agglomération du Pays de Fontainebleau depuis le 1er janvier 2019.

### Liste des maires
| Période                                  | Période  | Identité      | Étiquette           | Qualité |
| ---------------------------------------- | -------- | ------------- | ------------------- | --- |
| Les données manquantes sont à compléter. |          |               |                     | |
| mars 1989                                | 2020     | Pierre Bacqué | UMP puis LR puis RN | Gérant de société Conseiller général de La Chapelle-la-Reine (1994 → 2015) Conseiller départemental de Fontainebleau (2015 → ) Déclaré inéligible par le Conseil constitutionnel |
| 2020                                     | En cours | Michel Calmy  |                     | |

## Population et société

### Démographie
L'évolution du nombre d'habitants est connue à travers les recensements de la population effectués dans la commune depuis 1793. Pour les communes de moins de 10 000 habitants, une enquête de recensement portant sur toute la population est réalisée tous les cinq ans, les populations de référence des années intermédiaires étant quant à elles estimées par interpolation ou extrapolation. Pour la commune, le premier recensement exhaustif entrant dans le cadre du nouveau dispositif a été réalisé en 2008.

En 2022, la commune comptait 731 habitants, en évolution de −2,4 % par rapport à 2016 (Seine-et-Marne : +3,92 %, France hors Mayotte : +2,11 %).
| 1793 | 1800 | 1806 | 1821 | 1831 | 1836 | 1841 | 1846 | 1851 |
| ---- | ---- | ---- | ---- | ---- | ---- | ---- | ---- | ---- |
| 406  | 315  | 319  | 346  | 400  | 382  | 308  | 402  | 436  |

| 1856 | 1861 | 1866 | 1872 | 1876 | 1881 | 1886 | 1891 | 1896 |
| ---- | ---- | ---- | ---- | ---- | ---- | ---- | ---- | ---- |
| 412  | 397  | 418  | 406  | 391  | 365  | 360  | 368  | 372  |

| 1901 | 1906 | 1911 | 1921 | 1926 | 1931 | 1936 | 1946 | 1954 |
| ---- | ---- | ---- | ---- | ---- | ---- | ---- | ---- | ---- |
| 354  | 357  | 374  | 311  | 308  | 301  | 308  | 327  | 287  |

| 1962 | 1968 | 1975 | 1982 | 1990 | 1999 | 2006 | 2008 | 2013 |
| ---- | ---- | ---- | ---- | ---- | ---- | ---- | ---- | ---- |
| 281  | 295  | 331  | 372  | 639  | 717  | 741  | 748  | 767  |

| 2018 | 2022 | - | - | - | - | - | - | - |
| ---- | ---- | - | - | - | - | - | - | - |
| 729  | 731  | - | - | - | - | - | - | - |

### Sports
- Espace sportif du Nid Corbin (parcours de santé, terrain multi-sports, terrain de pétanque)
- ESF Athlétisme (marche nordique parking de la Mée)
- ESF Yoga (lundi & vendredi)
- ESF tennis

## Économie

### Revenus de la population et fiscalité
En 2018, le nombre de ménages fiscaux de la commune était de 317, représentant 783 personnes et la  médiane du revenu disponible par unité de consommation  de 27 830 euros.

### Emploi
En 2017 , le nombre total d’emplois dans la zone était de 89, occupant 320 actifs  résidants.
Le taux d'activité de la population (actifs ayant un emploi) âgée de 15 à 64 ans s'élevait à 67,4 % contre un taux de chômage de 7,4 %.
Les 25,2 % d’inactifs se répartissent de la façon suivante : 7,4 % d’étudiants et stagiaires non rémunérés, 11,2 % de retraités ou préretraités et 6,6 % pour les autres inactifs.

### Secteurs d'activité

#### Entreprises et commerces
En 2019, le nombre d’unités légales et d’établissements (activités marchandes hors agriculture. ) par secteur d'activité était de 49 dont 3 dans l’industrie manufacturière, industries extractives et autres, 7 dans la construction, 17 dans le commerce de gros et de détail, transports, hébergement et restauration, 2 dans l’Information et communication, 3 dans les activités financières et d'assurance, 4 dans les activités immobilières, 6 dans les activités spécialisées, scientifiques et techniques et activités de services administratifs et de soutien, 5 dans l’administration publique, enseignement, santé humaine et action sociale et 2  étaient relatifs aux autres activités de services.
En 2020, 19 entreprises ont été créées sur le territoire de la commune, dont 15 individuelles.
Au 1er janvier 2021, la commune ne disposait pas d’hôtel et de terrain de camping.

## Culture locale et patrimoine

### Monuments et lieux remarquables
Parmi les monuments historiques immeubles, la commune compte uniquement les vestiges de l’ermitage de Fourche. C'est une ancienne chapelle de la maison du Temple de Fourche puis de l'hôpital de Fourche, membre de la commanderie de Beauvais-en-Gâtinais). L'église Saint-Loup (Saint-Leu), du début du XIIe siècle, renferme également, en plus de ses vitraux, du mobilier inscrit ou classé au titre objet des monuments historiques.

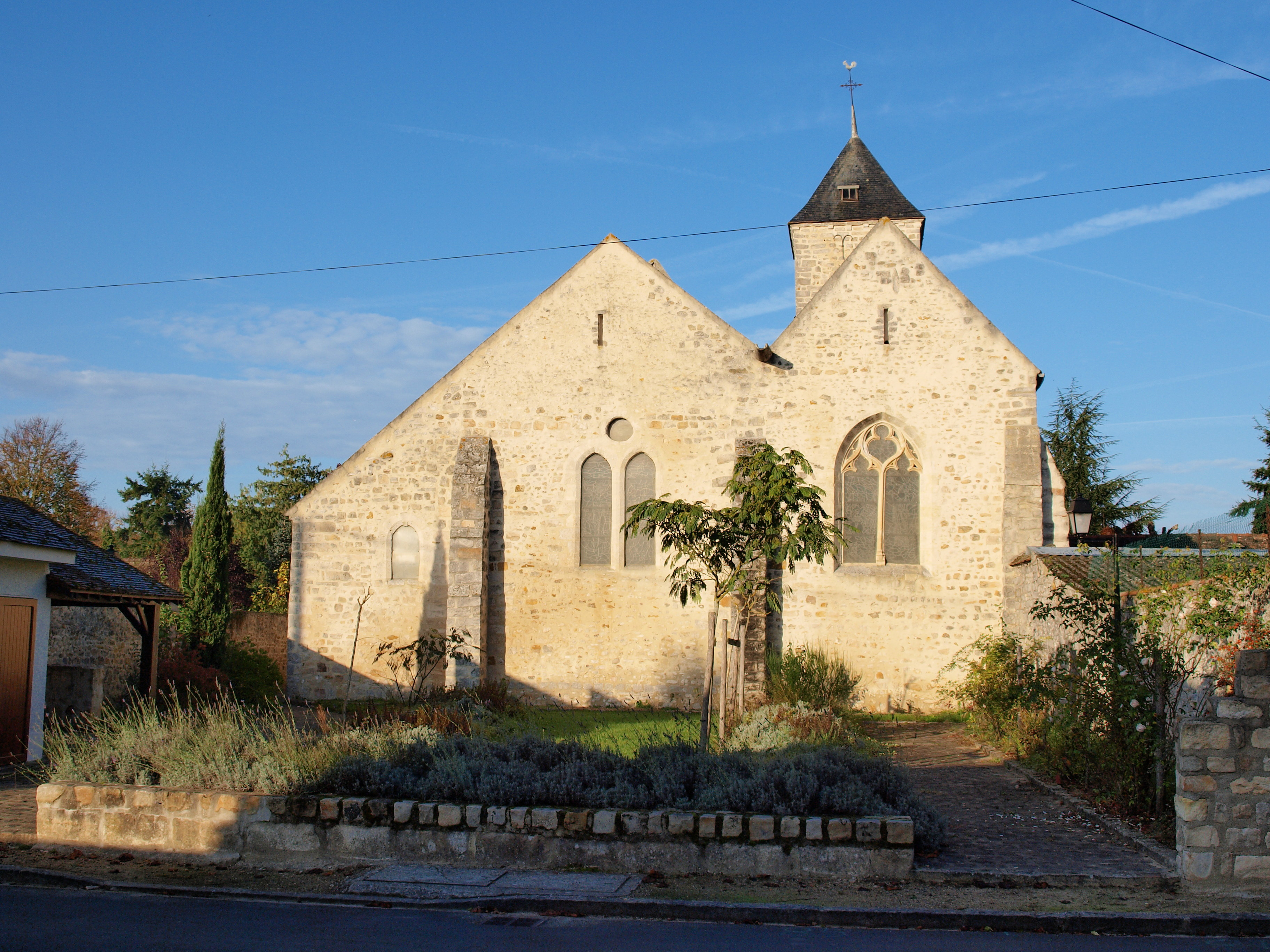
Église Saint-Loup-de-Sens octobre 2014.
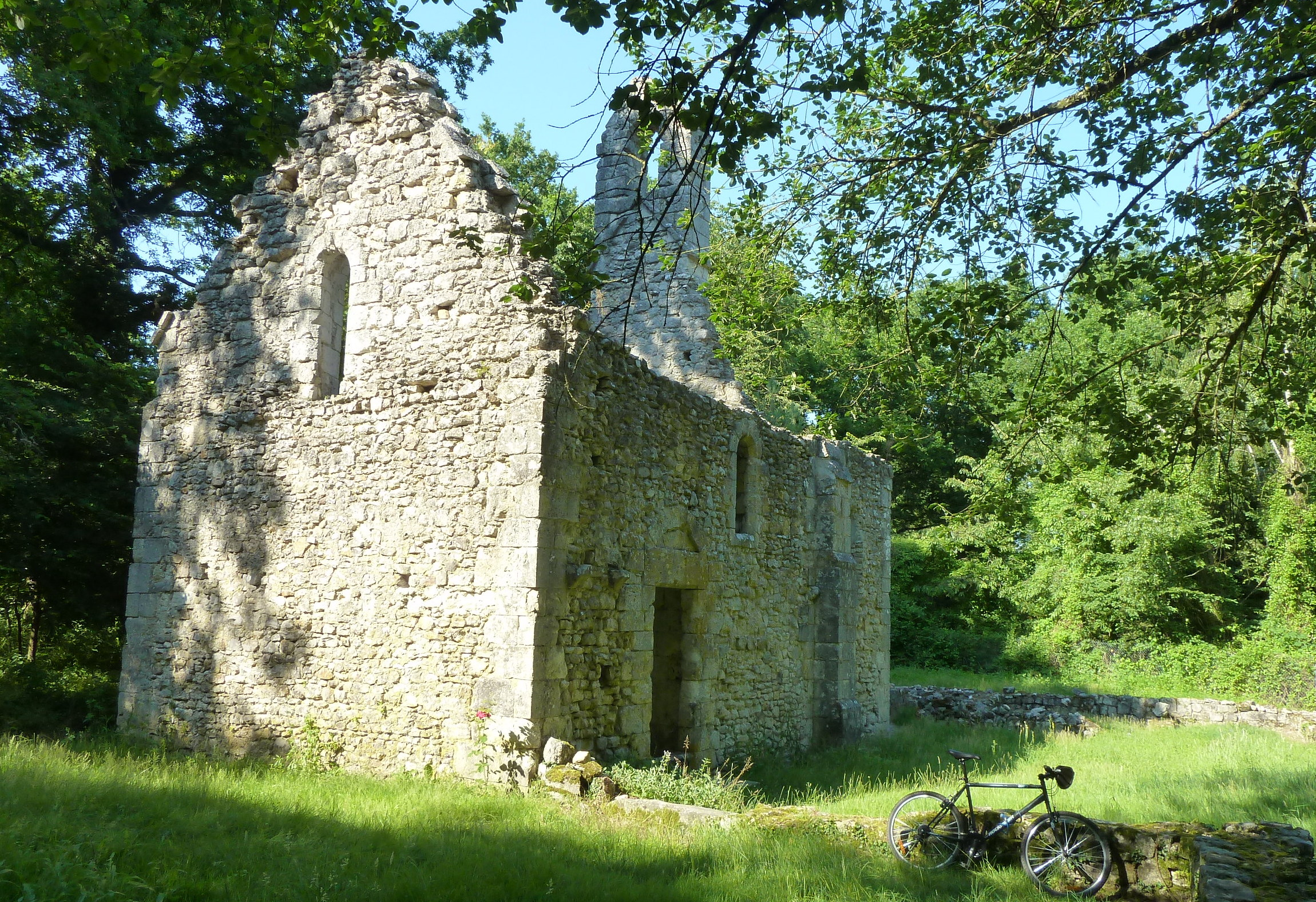
Ermitage de Fourche, en juillet 2013.

On note également la présence d'une cave médiévale située sous une maison particulière (caves à cellules latérales). L'ensemble donne l'apparence d'une grande croix à trois traverses dont les extrémités est et ouest de la branche centrale remplissent elles aussi la fonction d'aire de stockage, portant ainsi à huit le nombre de celles-ci. Pour ce qui est du patrimoine naturel, la forêt domaniale des Trois Pignons s'étend notamment sur une partie de la commune, au nord.

### Personnalités liées à la commune
- Le 8 mai 2012 cérémonie du souvenir : hommage rendu à la famille Kogan (famille juive du Vaudoué) ayant acheté dans les années 1930, une maison qu'ils transformèrent en pension de famille. Cette famille fut déportée au camp  d'Auschwitz. Une plaque commémorative a été inaugurée par de nombreuses personnalités de l'État, des représentants des communautés juives de Seine-et-Marne, de Mme Lévy, nièce de Frida Mandelstam, de Marie et Thomas Delattre, petite-fille et petit-fils de Frida Mandelstam[56] ;
- Alice Saunier-Seité de l'Institut de France, ancien ministre des universités y vécut ;
- En 1960, le peintre Jean Carzou et son épouse font l'acquisition d'une maison au Vaudoué, sise à la sortie du village, sur la route de La Chapelle-la-Reine[57].
- Le pilote automobile Philippe Bugalski a vécu au Vaudoué et y est mort le 10 août 2012.